# Bigambo Rochat
Bigambo Rochat (* 29. Mai 1991 in Renens) ist ein Schweizer Fussballspieler.

## Karriere

### Verein
Rochat begann seine Karriere beim FC Renens und wechselte im März 2002 zum FC Crissier, wo er knapp zwei Jahre spielte, bis er im Februar 2004 von FC Lausanne-Sport entdeckt und unter Vertrag genommen wurde. Für FC Lausanne-Sport spielte er insgesamt zwei Spiele in der Challenge League bis er dem Team Vaud U-18 beitrat, bevor er am 23. September 2008 zum französischen Topklub OSC Lille wechselte.
Am 9. April 2009 unterschrieb er damals als 18-Jähriger einen Vierjahresvertrag beim Schweizer Klub FC Sion. Im Juli 2011 wurde Rochat von Neuchâtel Xamax verpflichtet. Sein dortiger Vertrag verlor allerdings bereits im Januar 2012 seine Gültigkeit, nachdem Xamax zunächst die Lizenz entzogen worden war und der Klub wenig später Konkurs anmeldete. Daher wechselte er zur Saison 2012/13 zum Yverdon-Sport FC, wurde dort bisher allerdings eher selten eingesetzt. Im Winter 2014 unterschrieb er einen Vertrag bis zum Saisonende bei Stade Nyonnais, welcher danach nicht mehr verlängert wurde. Über mögliche weitere Karrierestationen ist nichts bekannt.

### Nationalmannschaft
Rochat spielte für diverse Jugendnationalmannschaften (U-16 bis U-20) der Schweiz. Er spielte in der Schweizer U-17-Nationalmannschaft bei der U-17-Fussball-Europameisterschaft 2008 in der Türkei und spielte 2008 für die Schweizer U-18-Jugendnationalmannschaft.